# Бара (Босански Петровац)
Бара је насељено мјесто у Босни и Херцеговини, у општини Босански Петровац, које административно припада Федерацији Босне и Херцеговине. Према попису становништва из 2013. у насељу је живјело 75 становника.

## Географија
Бара се налази југоисточно од Босанског Петровца, између Колунића и Буковаче. Кроз њу се простире пут према општини Дринић. Богата је изворима питке воде, од којих већина пресуши током љета. Због повољног географског положаја и структуре земљишта, становници Баре се најчешће баве кошењем траве и земљорадњом, а најчешће биљне културе које се узгајају су кромпир, кукуруз и разне врсте житарица.

## Становништво
| Националност       | 2013. | 1991. | 1981. | 1971. | 1961. |
| Срби               | 73    | 162   | 183   | 238   |       |
| Југословени        | ―     | 1     | 19    | 5     |       |
| Хрвати             |       | 1     |       |       |       |
| остали и непознато | 2     | 2     |       | 3     |       |
| Укупно             | 75    | 166   | 202   | 246   | '     |

| Демографија | Демографија | Демографија |
| Година      | Становника  | Становника  |
| ----------- | ----------- | ----------- |
| 1961.       | 268         |             |
| 1971.       | 246         |             |
| 1981.       | 202         |             |
| 1991.       | 166         |             |
| 2013.       | 75          |             |

## Знамените личности
- Владо Бајић, генерал-пуковник Југословенске народне армије и народни херој Југославије.
- Светко Качар Качо, народни херој Југославије, рођен у Бари, а одрастао у Дринићу (мајка из Дринића).